# كلاوديو بيليجريني
كلاوديو بيليجريني (بالإيطالية: Claudio Pellegrini)‏ (16 فبراير 1955 روما إيطاليا - ) هو لاعب كرة قدم إيطالي يلعب كمهاجم.